# Le canzoni fanno male (EP)
Le canzoni fanno male è un EP della cantante italiana Marianne Mirage, pubblicato nel febbraio 2017. 
Con il brano omonimo, scritto da Kaballà e Francesco Bianconi, l'artista ha partecipato al Festival di Sanremo 2017 nella categoria "Nuove proposte".

## Tracce
1. Un'altra estate – 2:40 (testo: Cassandra Raffaele – musica: Giovanna Gardelli e Cassandra Raffaele; edizioni musicali Sugar Music S.p.a./Leave S.r.l.)
2. Le canzoni fanno male – 3:04 (Giuseppe Rinaldi e Francesco Bianconi; edizioni musicali Sugar Music S.p.a./Il Musichiere S.r.l.)
3. L'ultima notte – 3:09 (testo: Giovanna Gardelli, Cassandra Raffaele e Mario Cianchi – musica: Giovanna Gardelli e Federica Abbate; edizioni musicali Sugar Music S.p.a./Leave S.r.l./Universal Music Italia S.r.l.)
4. In tutte le cose – 2:58 (Cassandra Raffaele; edizioni musicali Sugar Music S.p.a./Leave S.r.l./)
5. Corri (From "Il fulgore di Dony") – 3:57 (testo: Giovanna Gardelli, Mario Cianchi e Matteo Curallo – musica: Giovanna Gardelli e Federica Abbate)